# 大瀬しのぶ
大瀬 しのぶ（おおせ しのぶ、1930年7月24日 - 2004年9月15日）は、日本のお笑い芸人。ローカルタレント。本名：小笠原 敏夫（おがさわら としお）。

## 経歴
青森県上北郡法奥沢村（のち、十和田村→十和田町→十和田湖町、現・十和田市）出身。生家はかなりの資産家だったが、警察官をしていた父が病に倒れ、治療費や薬代に消えたため次第に減った。高等小学校卒業後、地元の消防団に入団。ある時村で火事が起き、消防自動車を無免許にもかかわらず運転したため、カーブを曲がり切れず、水田に転落させた。また、密造酒（どぶろく）を川に捨てたのを税務署員に見つかり、検挙され、裁判にかけられたが、無罪となったこともあった。
叔父が経営する牧場で働いたが、飼育していた牛の尾を抜いてしまったことがばれて、牧場を追い出された。その後は地元で職を転々としたりしたが、素人の演劇集団を結成、『国定忠治』で主役を務めた。三戸の沢村菊太郎率いる「沢村劇団」に入る。同劇団で「奥入瀬荒太郎」の名で活動するが、ほどなく退団する。
退団後は福井県に嫁いだ姉のもとに転がり込み、包装会社に勤めるが、間もなく退社。「マツダオート福井」の入社試験を受け、白紙で出すが採用された。同社のセールスマンとなり、持ち前の明るさで会社の売り上げを伸ばし、営業成績を上げるも、当時ファンだった都はるみの歌謡ショーの宣伝を会社に無断でしていたことが上司に発覚し、解雇される。会社を解雇されて、福井から舞鶴へ移り、興行主と名乗り、プロレス団体を呼び、試合を開催し、試合は満員の観客で大成功となる。
プロレス興行が成功してから上京し、司会業を学ぶ。上京したての頃は、日々の食べ物に困り、道端のタンポポを腹の足しにしたこともあった。漫才師の宝大判と出会い、コンビを組み、宝小判の名で兵隊漫才を始めた。その後、宝大判と別れ、1967年に大空みつる・ひろしの紹介で役者をしていた伊東達と出会い、「大瀬しのぶ・こいじ」を結成する。当初はしのぶの東北訛りや息の悪さで苦労し、後輩の芸人に追い抜かれ、廃業やコンビ解散の危機を何度か迎えた。だが、青森出身のしのぶが東京出身のこいじをやり込るという芸風を徐々に確立した。1971年4月12日に開かれた第19回NHK漫才コンクールに「堅い商売」のタイトルで優勝。一躍東京漫才界のホープと目された。こいじと各メディアに出演し、『しのぶこいじの何でも奥さん』などの番組の司会を担当した。
その後は活動の中心を地方に移し、1984年にこいじが漫才協団を脱退、以後しのぶは歌謡ショーの司会などローカルタレントとして故郷の青森を中心に活動した。ただし、こいじとは正式にコンビを解消したわけでなく、依頼があれば再びこいじと漫才を演じた。出身地に近い八戸市に「文芸企画・大瀬しのぶ八戸事務所」を開き、代表となった。強烈な東北弁と飄々とした話芸とキャラクターで、東北のスターとなった。東北地方のCMやラジオなどで有名となり、ローカルタレントの先駆けとなった。晩年は体調を崩し、2004年9月15日に急性心不全で死去。74歳没。

## 著書
- 『わだス 大瀬しのぶでござんス』トリョーコム、1985年。